# Chuu
Kim Ji Woo (hangul: 김지우; hanja: 金智雨; rr: Gim Ji-u; 20 de outubro de 1999), mais conhecida pelo seu nome artístico Chuu (hangul: 츄; rr: Chyu), é uma cantora e apresentadora sul-coreana. Chuu estreou como a décima integrante do grupo feminino LOONA, além de participar da subunidade LOOΠΔ/yyxy. Desde a sua saída da Blockberry Creative, Chuu segue em carreira solo.

## Carreira e início de vida
Chuu nasceu em 20 de outubro de 1999 em CheongJu, da província de Chungcheong, na Coreia do Sul. Em 2015 entrou no departamento de música da Hanlim Multi Art School e entre 2016 treinou como estagiária nas empresas de entretenimento sul-coreana FNC Entertainment e Music Works. Formou-se do ensino médio em janeiro de 2019.
Em 14 de dezembro de 2017, Chuu foi revelada como sendo a nova integrante do grupo LOOΠΔ. O teaser do seu videoclipe solo foi lançado dia 24 de dezembro, e o álbum foi lançado juntamente com o vídeo no dia 28 de dezembro. No conceito de seu grupo sua cor oficial é pêssego, tendo como animal representativo o pinguim e como fruta representativa o morango.
Sua sub-unidade LOOΠΔ yyxy, composta de 4 integrantes, foi revelada em 26 de abril de 2018, lançando o álbum Beauty&The Beat em 30 de maio. LOOΠΔ teve seu lançamento como um grupo de 12 integrantes em 20 de Agosto com o álbum + +.
Após participação em diversos programas conhecidos na televisão coreana, como o King of Mask Singer, e o lançamento de sua websérie Chuu Can Do It, a popularidade de Chuu cresceu bastante entre o público coreano. Como consequência disto, Chuu foi anunciada como modelo e embaixadora da marca de isotônicos Pocari Sweat em março de 2021.
Além de seus trabalhos como membro do LOOΠΔ, Chuu também possui algumas participações em trilhas sonoras de doramas.
Em 25 de novembro de 2022, a empresa de seu grupo Blockberry Creative anunciou a expulsão e remoção de Chuu de LOONA, na carta publicada pela empresa do grupo sobre sua expulsão, ela teria feito abuso de poder contra funcionários e linguagem verbal e abusiva contra staffs do grupo. 
Em 18 de outubro de 2023, estreeou como solista administrada pela empresa ATRP com o EP [Howl] e um single de mesmo nome. Em 13 de fevereiro de 2024, lançou o single Chocolate e no dia seguinte sua versão em inglês. Em 29 de maio de 2024, foi anunciado o lançamento de seu segundo EP [Strawberry Rush] lançado no dia 25 de junho, contendo 6 músicas. Anunciado em 5 de novembro de 2024, o single Pink Cloud foi lançado 4 dias depois, no dia 9 do mesmo mês. Já em 2025, no dia 21 de abril foi lançado seu terceiro EP [Only cry in the rain] contendo 5 músicas, com a faixa principal levando o mesmo nome. 

## Discografia
| Ano  | Título                                                | Posições | Vendas   |
| Ano  | Título                                                | KOR      | Vendas   |
| ---- | ----------------------------------------------------- | -------- | -------- |
| 2020 | "Spring Flower"                                       | —        | —        |
| 2020 | "Hello" (com Lee Hyeop)                               | —        | —        |
| 2021 | "Loving U"                                            | —        | —        |
| 2021 | "World is One 2021" (com KIM YOHAN e Eric Bellingher) |          |          |
| 2022 | "ONE AND A HALF"                                      |          |          |
| 2022 | "Brunch (Daily JoJo)"                                 |          |          |
| 2022 | "Confession (Ditto X Chuu (LOONA))"                   |          |          |
| 2023 | "Let's Love" (com KIM YOHAN)                          |          |          |
| 2023 | "Our Night is more beautiful than your Day"           |          |          |
| 2023 | "Howl"                                                | 3        | : 47,068 |
| 2023 | "A Beautiful Farewell"                                |          |          |
| 2024 | "Fox Rain (The Moon during the Day)"                  |          |          |
| 2024 | "Chocolate"                                           |          |          |
| 2024 | "Strawberry Rush"                                     |          |          |
| 2024 | "Pink Cloud"                                          |          |          |
| 2025 | "Only cry in the rain"                                |          |          |